# Fontaine-le-Dun
Fontaine-le-Dun är en kommun i departementet Seine-Maritime i regionen Normandie i norra Frankrike. Kommunen ligger i kantonen Fontaine-le-Dun som tillhör arrondissementet Dieppe. År 2022 hade Fontaine-le-Dun 876 invånare.

## Befolkningsutveckling
Antalet invånare i kommunen Fontaine-le-Dun
| Referens: INSEE |